# بطولة الأمم الرئيسية 1908
بطولة الأمم الرئيسية 1908 (بالإنجليزية: 1908 Home Nations Championship)‏ هو الموسم 26 من  بطولة الأمم الرئيسية. كان عدد الأندية المشاركة فيه  4، وفاز فيه منتخب ويلز الوطني لاتحاد الرغبي.